# Vilanova dels Arcs
La Vilanova dels Arcs fou un dels primers ravals de la ciutat de Barcelona fora de la muralla romana. Tot i la migradesa de les fonts antigues aquest burg prendria el nom d'Archos o Archos antiques degut a l'aprofitament de les estructures dels antics aqüeductes d'època imperial. Sembla que aquest creixement urbanístic de la ciutat s'estendria, respecte a les muralles romanes entre la Porta Bisbal (nord) i Santa Maria de les Arenes (sud-est) al voltant de l'antic aqüeducte de Barcelona de Collserola i el Rec Comtal amb el límit est al torrent del Merdançar o riera de Sant Joan, curs d'aigua que discorria aproximadament pel que avui és la Via Laietana.
Segons Pierre Bonnassie la formació del burg dels arcs s'inscriu en el procés de creixement de les ciutats semblant produït al Llenguadoc (p. ex.: Marsella, Nimes, Narbona) o inclús en territori dels comtats catalans com ara la Seu d'Urgell, Girona o Manresa a la segona meitat del segle x. Hom ha citat un raval al "port" proper a Montjuïc a principis del segle x, però aquest restava despoblat a finals de segle.
Tot i que posterior a aquest nucli portuari alt medieval, la villa nova dels Arcs sembla iniciar-se al voltant de la ciutat emmurallada a partir de les darreries del segle x, juntament amb altres viles-noves al voltant de les esglésies del Santa Maria del Pi o les Arenes, Sant Pere de les Puelles, Castell de Regomir durant els segles xi i xii. La primera cita documental de la Vilanova dels Arcs és del 1040.
Aquest procés d'urbanització progressiva sembla que passà per fases d'ocupació graduals. Així a finals del segle X la majoria de terreny en la zona extramurs corresponia a horts i camps de conreu amb poques o nul·les construccions, per bé que ja parcel·lat i amb propietaris. Val a dir que cap a l'any 1000, inclús dins dels murs, les edificacions coexistien també amb horts i que la població estimada de la ciutat era d'uns mil cinc-cents habitants. Aquests "horts urbans" intramurs sembla que van desaparèixer vers el 1030. Així la parcel·lació en horts conduí a la progressiva construcció d'edificis i carrers al voltant de les muralles que s'intensifica en la zona dels Arcs, com en la resta de viles noves, durant el segle xii. En la zona dels Arcs predominen a finals del segle xii zones de cases. Així mateix durant el segle xii constatada la ineficàcia defensiva de la muralla romana de Barcelona es suprimeix l'espai lliure entre la muralla i l'exterior i s'hi edifica, en alguns casos aprofitant aquesta muralla per a recolzar-hi els edificis com el Palau del Bisbe. Per les dades històriques i arqueològiques l'espai de l'actual Avinguda de la Catedral va restar sense construir fins al segle xi i era la seu d'un mercat. Ja a mitjan segle xiii la construcció de la muralla medieval sembla cloure aquests ravals en un clos defensiu estable fins a la fi de l'edat moderna, així mateix sembla predominar l'establiment de tallers en el burg dels Arcs.
Durant els segles xv, xvi i xvii hi ha documentades diverses intervencions urbanístiques menors en aquest sector de la ciutat i les activitats econòmiques continuen centrades en la menestralia i la incipient indústria
Les dades del registre històric per aquest període històric de Barcelona són incapaces de donar una visió de conjunt, sobretot per les més antigues, ja que se centren en elements individuals, i la perspectiva del conjunt i la seva evolució temporal és fruit de la interpretació crítica tant dels documents històrics dipositats als arxius o en altres llocs i el registre arqueològic d'accés limitat i sovint alterat o perdut per la mateixa activitat remodeladora pròpia d'una ciutat bigarrada com Barcelona.